# Georg Paulmichl
Georg Paulmichl (* 1960 in Schlanders (Südtirol, Italien); † 18. März 2020 in Prad) war ein Südtiroler Schriftsteller und Maler.

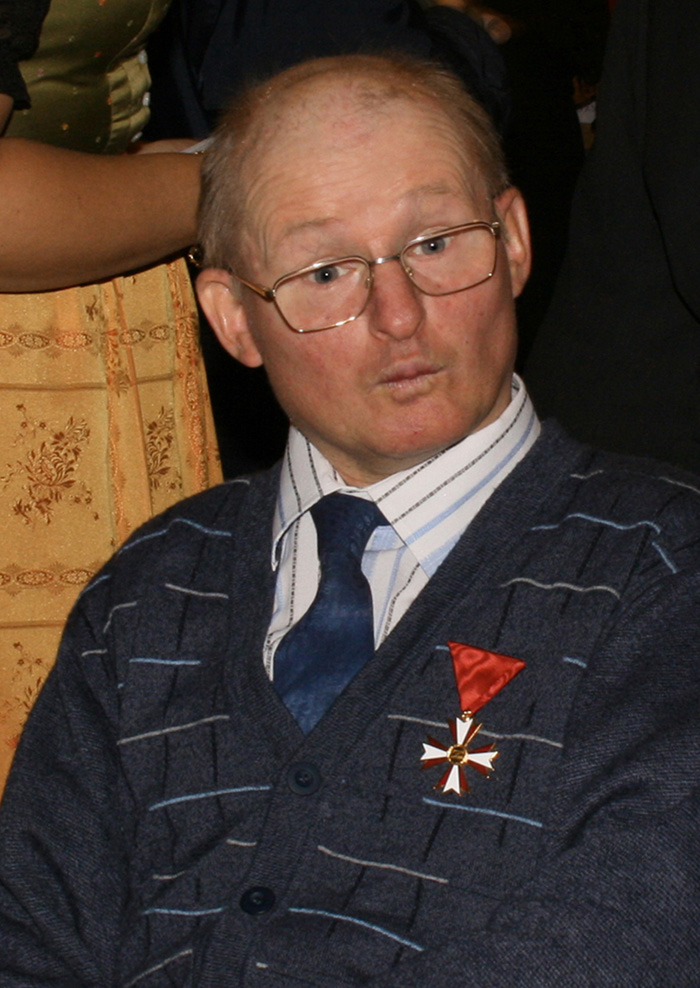
Ehrenbürgerschaftsverleihung

## Leben
Paulmichl schrieb und malte in Prad am Stilfserjoch und besuchte die dortige Behindertenwerkstätte. Seit dem Jahr 2005 war er an Parkinson erkrankt. Seine Heimatgemeinde hat Paulmichl im Oktober 2007 die Ehrenbürgerschaft verliehen.

## Werke
Veröffentlichung im Folio Verlag, Wien, Bozen:
- In nessun luogo / Nirgendwo [2011]; ISBN 978-3-85256-579-8

Veröffentlichung im Studien Verlag, Innsbruck, Wien, Bozen:
- „Ich habe Glück gehabt, dass es mich gibt“. [2010]; ISBN 978-3-7065-4948-6

Veröffentlichung im Tappeiner Verlag, Lana:
- Auf den Punkt genau...  [2006]; ISBN 978-88-7073-382-2

Veröffentlichungen im Haymon Verlag, Innsbruck:
- Bis die Ohren und Augen aufgehen. [2014]; ISBN 978-3-7099-7149-9
- Der Georg: Texte und Bilder. [2008]; ISBN 978-3-85218-566-8
- Der Mensch. [2003]
- Vom Augenmass überwältigt. Briefe, Glossen und Bilder. 2001; ISBN 3-85218-351-0
- Ins Leben gestemmt. Neue Texte und Bilder. 1994; ISBN 3-85218-174-7
- Verkürzte Landschaft. Texte und Bilder. 1990; ISBN 3-85218-070-8

## Audio
- Bert Breit: Ich bin nicht behindert, ich kann reden: Portrait des Schriftstellers Georg Paulmichl, ORF Ö1, Features 1993.
- Museum Absam: Georg Paulmichl - Literatur aus dem Dunkeln? Podcast zum dritten Todestag von Georg Paulmichl, März 2023.

## Auszeichnungen
- 1993: Förderungspreis der Goethe-Stiftung Basel
- 1997: Hans-Prinzhorn-Medaille der Deutschsprachigen Gesellschaft für Kunst und Psychopathologie des Ausdrucks[2]
- 2007: Österreichisches Ehrenkreuz für Wissenschaft und Kunst[3]
- 2007: Ehrenbürger von der Marktgemeinde Prad am Stilfserjoch